# Gurdići (Olovo)
Pour les articles homonymes, voir Gurdići.
Gurdići (en cyrillique : Гурдићи) est un village de Bosnie-Herzégovine. Il est situé dans la municipalité d'Olovo, dans le canton de Zenica-Doboj et dans la fédération de Bosnie-et-Herzégovine. Selon les premiers résultats du recensement bosnien de 2013, il compte 109 habitants.
Avant la guerre de Bosnie-Herzégovine, le village faisait entièrement partie de la municipalité d'Olovo ; après la guerre, son territoire a été partiellement intégré à la municipalité de Sokolac, rattachée à la république serbe de Bosnie.

## Histoire
Sur le territoire du village se trouve la vieille mosquée en bois de Miljevići, construite au XVIIIe siècle et rénovée en 1936 ; elle est inscrite sur la liste des monuments nationaux de Bosnie-Herzégovine.

## Démographie

### Évolution historique de la population
| 1948 | 1953 | 1961 | 1971 | 1981 | 1991 | 2013 |
| ---- | ---- | ---- | ---- | ---- | ---- | ---- |
| -    | -    | 384  | 411  | 404  | 362  | 109  |

|  |